# Disputa de París
La Disputa de París (en hebreo: משפט פריז, Mishpat Pariz; en francés: Disputation de Paris), también conocida como el Juicio del Talmud (en francés: Procès du Talmud), tuvo lugar en 1240 en la corte del rey Luis IX de Francia. Siguió el trabajo de Nicolás Donin, un judío convertido al cristianismo que tradujo el Talmud y presentó 35 cargos contra él al papa Gregorio IX citando una serie de pasajes supuestamente blasfemos sobre Jesús, María o el cristianismo. Cuatro rabinos defendieron el Talmud frente a las acusaciones de Donin. 

## Antecedentes
Como parte de sus esfuerzos evangelizadores, la Iglesia católica buscó ganar las creencias de los judíos a través del debate. El cristianismo occidental del siglo XIII estaba desarrollando su perspicacia intelectual y había asimilado los desafíos de Aristóteles a través de las obras de Tomás de Aquino. Con el fin de doblegar su músculo intelectual, la Iglesia buscó involucrar a los judíos en el debate, con la esperanza de que los judíos vieran lo que ellos consideraban la superioridad intelectual del cristianismo.
Paul Johnson cita una diferencia significativa entre el lado judío y el cristiano del debate. El cristianismo había desarrollado un sistema teológico detallado; las enseñanzas eran claras y por lo tanto vulnerables a los ataques. El judaísmo tenía una relativa ausencia de teología dogmática; tenía muchos dogmas negativos para combatir la idolatría pero no tenía una teología positiva desarrollada. "Los judíos tenían una manera de concentrarse en la vida y de desplazar la muerte y sus dogmas a un segundo plano".

## Partes de la disputa
El debate comenzó el 12 de junio de 1240. Nicolás Donin, miembro de la Orden Franciscana y judío convertido al cristianismo, representó al lado cristiano. Había traducido declaraciones de sabios talmúdicos y presentó 35 cargos contra el Talmud en su conjunto al papa Gregorio IX citando una serie de pasajes supuestamente blasfemos sobre el cristianismo. También seleccionó lo que él afirmaba que eran órdenes de los sabios talmúdicos que permitían a los judíos matar a los no judíos, engañar a los cristianos y romper las promesas que les habían hecho sin escrúpulos.
La Iglesia católica había mostrado poco interés por el Talmud hasta que Donin presentó su traducción a Gregorio IX. El papa se sorprendió de que los judíos se basaran en textos distintos a la Torá que contenían supuestas blasfemias contra el cristianismo. Este desinterés también caracterizó a la monarquía francesa, que consideraba a los judíos como una fuente potencial de ingresos antes de 1230.
Los rabinos Yechiel de París, Moisés de Coucy, Judá de Melun y Samuel ben Solomon de Château-Thierry representaron las posturas judías en el debate.

## Juicio
Los términos de la disputa exigían que los cuatro rabinos defendieran el Talmud contra las acusaciones de Donin de que contenía blasfemias contra la religión cristiana, ataques a los propios cristianos, blasfemias contra Dios y folclore obsceno. Los ataques al cristianismo fueron de pasajes que se referían a Jesús y María. Hay un pasaje, por ejemplo, de alguien llamado Jesús que fue enviado al infierno para ser hervido en excrementos por la eternidad. Los judíos negaron que este fuese el Jesús del Nuevo Testamento, afirmando que "no todo Luis nacido en Francia es rey".
Entre el folclore obsceno se encontraba una historia que decía que Adán copuló con cada uno de los animales antes de encontrar a Eva. Noé, según las leyendas del Talmud, fue castrado por su hijo Ham. Era común para los cristianos equiparar la religión de los judíos con la fe mosaica del Antiguo Testamento, por lo que la Iglesia se sorprendió al darse cuenta de que los judíos habían desarrollado un Talmud autoritario para complementar su comprensión de la Biblia.
El académico judío contemporáneo Hyam Maccoby alega que el propósito de la disputa de París era librar a los judíos de su "creencia en el Talmud", para que pudieran volver al judaísmo del Antiguo Testamento y finalmente abrazar el cristianismo. Afirma que la hostilidad de la Iglesia durante esta disputa tenía menos que ver con la actitud de la Iglesia y más con Nicolás Donin. La argumentación de Donin hizo hincapié en las controversias que se debatían dentro del judaísmo de la época, según Maccoby. Maccoby también sugiere que la disputa puede haber sido motivada por las anteriores afiliaciones de Donin con los judíos caraítas y que sus motivaciones para unirse a la Iglesia implicaban su deseo de atacar la tradición rabínica.

## Resultado
La Disputa puso en marcha una sucesión de eventos que culminó con la quema de un gran número de textos sagrados judíos, el 17 de junio de 1242.  "Se estima que los 24 carros incluían hasta 10 000 volúmenes de manuscritos hebreos, una cifra sorprendente si se considera que la imprenta no existía todavía, por lo que todos los ejemplares de una obra tenían que ser escritos a mano". La quema de los textos fue aparentemente presenciada por Meir de Rothenburg, que escribió sobre el incidente.
La traducción de Donin de declaraciones tomadas del Talmud al francés cambió la percepción cristiana sobre los judíos. Los cristianos habían visto a los judíos como los seguidores del Antiguo Testamento que honraban la ley de Moisés y los profetas, pero las supuestas "blasfemias" incluidas entre los textos del Talmud indicaban que la comprensión judía del Antiguo Testamento difería de la cristiana. Luis IX declaró que sólo los clérigos hábiles podían llevar a cabo una disputa con los judíos, pero que los laicos debían clavar una espada en aquellos que hablaran mal de Cristo.